# Orry-la-Ville
Orry-la-Ville è un comune francese di 3 485 abitanti situato nel dipartimento dell'Oise della regione dell'Alta Francia.

## Società

### Evoluzione demografica
Abitanti censiti